# Округ Лајон (Кентаки)
Округ Лајон (енгл. Lyon County) је округ у америчкој савезној држави Кентаки.

## Демографија
По попису из 2010. године број становника је 8.314, што је 234 (2,9%) становника више него 2000. године.
| Група             | 2000.         | 2010.         |
| Белци             | 7.401 (91,6%) | 7.672 (92,3%) |
| Афроамериканци    | 543 (6,7%)    | 441 (5,3%)    |
| Азијати           | 14 (0,2%)     | 24 (0,3%)     |
| Хиспаноамериканци | 59 (0,7%)     | 77 (0,9%)     |
| Укупно            | 8.080         | 8.314         |